# Douglas Clark (rugby à XIII)
Pour les articles homonymes, voir Douglas Clark (homonymie) et Clark.
Pas d'image ? Cliquez ici

a Compétitions nationales et continentales officielles uniquement.

b Matchs officiels uniquement.
Douglas Clark, né le 2 mai 1891 à Maryport (Angleterre) et mort le 1er février 1951 à Huddersfield (Angleterre), est un joueur anglais de rugby à XIII évoluant au poste d'avant dans les années 1900, 1910 et 1920. Il effectue toute sa carrière sportive à Huddersfield avec lequel il remporte le Championnat d'Angleterre : 1912, 1913 et 1915 ainsi que la Challenge Cup : 1913, 1915 et 1916. Il a été sélectionné à onze reprises en sélection de Grande-Bretagne et à six reprises en sélection d'Angleterre. Il a été introduit au Temple de la renommée du rugby à XIII britannique en 2005.

## Palmarès
- Collectif :
  - Vainqueur du Championnat d'Angleterre : 1912, 1913 et 1915  (Huddersfield).
  - Vainqueur de la Challenge Cup : 1913, 1915 et 1916 (Huddersfield).
  - Finaliste du Championnat d'Angleterre : 1914, 1920 et 1923  (Huddersfield).